# Perboewatan
Perboewatan (mai nevén Perbuatan) egyike volt annak a három vulkáni eredetű hegynek (a többi Rakata és Danan), melyek az egykori Krakatau szigetet alkották 1883 előtt. Ez a kúp volt a legalacsonyabb (alig 150 méter) és a legészakibb mind közül. Teljes mértékben megsemmisült az 1883-as kitörést követően. Napjainkban a helyén egy 550 méter mély kaldera található.

## Kitörések

### 1680-1681eskitörés

#### Johann Wilhelm Vogel
E holland utazó leírta, hogy a hegy 1681 februárjában tüzet okádott. De említést tesz arról, h emberei szerint 1680 májusában is kitört.

#### R. D. M. Verbeek
1880-as utazása során leírja, hogy körülbelül egy 200 éves lávafolyás maradványaira bukkant a Perboewatan-csúcs körül.

### 1883-as kitörés
1883.május 20-án füstöt kezdett eregetni az akkorra kialudtnak vélt vulkán. 1883 május 27-én a GG Loudon nevű gőzhajó 90 turistát vitt ki a sziget északi részére, vagyis pont Perboewatanra, kirándulás céljából. Mikor kitört a kráter, az ott éppen fényképező fotós lefényképezte a kitörést.
1883 augusztus 27-én hajnali 4:40-kor a kisméretű vulkanikus kúp darabjaira robbant. Helyén most egy vízalatti kaldera található.